# Wild (EP)
Wild (estilizado como WILD) é o quarto extended play do cantor e compositor australiano Troye Sivan, lançado em 3 de setembro de 2015 pela gravadora EMI Music Australia. É o segundo EP de Sivan lançado através de uma grande gravadora depois de TRXYE.

## Antecedentes
Em 25 de julho de 2015, Sivan havia anunciado o seu quarto EP na VidCon. Mais tarde, a 20 de agosto de 2015, Sivan abriu pré-encomendas do EP no iTunes, bem como cópias físicas no seu site. O EP alcançou o Top Ten Albums no iTunes em 57 países e atingiu número 1 em 33.

## Vídeos musicais
O EP será acompanhado por três vídeos musicais que seguem a história de dois amigos de infância envolvidos, sobretudo, em um relacionamento romântico. Troye Sivan descreve-os como uma "trilogia de vídeos que acompanham o álbum [Wild], e que está muito próximo do meu coração."

## Lista de músicas
| N.º            | Título                   | Compositor(es)                              | Produtor(es)               | Duração |  |
| 1.             | "Wild"                   | Troye Sivan Alex Hope                       | Hope                       | 3:48    |  |
| 2.             | "Bite"                   | Sivan Bram Inscore Brett McLaughlin Allie X | SLUMS Alex JL Hiew Inscore | 3:06    |  |
| 3.             | "Fools"                  | Sivan Hope Pip Norman                       | SLUMS Hiew Norman          | 3:40    |  |
| 4.             | "Ease" (com Broods)      | Sivan Georgia Nott Caleb Nott               | C. Nott                    | 3:34    |  |
| 5.             | "The Quiet"              | Sivan Dann Hume                             | SLUMS Hiew Hume            | 3:46    |  |
| 6.             | "DKLA" (com Tkay Maidza) | Sivan Hope Hiew Jean Capotorto Tkay Maidza  | SLUMS Hiew                 | 4:16    |  |
| Duração total: | Duração total:           | Duração total:                              | Duração total:             | 22:10   |  |

## Desempenho nas tabelas musicais

### Posições
| Tabela musical (2015)               | Melhor posição |
| ----------------------------------- | -------------- |
| Austrália (ARIA)                    | 1              |
| Canadá (Canadian Albums Chart)      | 6              |
| Estados Unidos (Billboard 200)      | 5              |
| França (SNEP)                       | 128            |
| Irlanda (IRMA)                      | 5              |
| Itália (FIMI)                       | 48             |
| Nova Zelândia (RMNZ)                | 3              |
| Reino Unido (Official Albums Chart) | 5              |
| Suécia (Sverigetopplistan)          | 11             |
| Suíça (Schweizer Hitparade)         | 29             |

## Histórico de lançamento
| País    | Data                  | Formato          | Gravadora                           | Referências                        |
| ------- | --------------------- | ---------------- | ----------------------------------- | ---------------------------------- |
| Mundial | 4 de setembro de 2015 | Download digital | EMI Music Australia Universal Music | [ 16 ] [ 17 ] [ 18 ] [ 19 ] [ 20 ] |